# Jarčujak
Jarčujak (cyr. Јарчујак) – wieś w Serbii, w okręgu raskim, w mieście Kraljevo. W 2011 roku liczyła 786 mieszkańców.